# 코니 2012
코니 2012(Kony 2012)는 조셉 코니를 알리고 아프리카의 아동 군인과 성매매 등을 알리는 것을 목적으로 하는 캠페인이다. 총 러닝타임이 30분인 이 영상은 인비저블 칠드런이라는 비영리 조직이 제작하였다.

## 출연

### 주연
- 수잔 데이비스
- 셰퍼드 페어리
- 제임스 인호페

### 조연
- 조셉 코니
- 산토 오콧 라폴로